# Болотнов, Василий Фёдорович
Васи́лий Фёдорович Бо́лотнов (9 ноября 1924, Старое Погорелово, Ульяновская губерния — 30 декабря 2017, Йошкар-Ола) — советский и российский организатор и руководитель производства, деятель оборонной и фармацевтической промышленности, изобретатель СССР, общественный деятель. Кавалер 8 орденов, в том числе ордена Ленина (1981). Участник Великой Отечественной войны.

## Биография
Родился 9 ноября 1924 года в с. Старое Погорелово (ныне Вешкаймского района Ульяновской области). Когда мальчику было 4 года, погиб его отец.
Работать начал с 5 лет, помогал учётчикам на мельнице, Окончил 7 классов школы в родном селе. В 1942 году назначен бригадиром.
Участник Великой Отечественной войны. На фронт был призван 15 августа 1942 года Вешкаймским РВК, окончил Ульяновское пехотное училище. В звании младшего лейтенанта воевал на Закавказском фронте в должности командира стрелкового взвода 307-го стрелкового полка 61-й стрелковой дивизии, был тяжело ранен и контужен. В декабре 1943 года демобилизован.
По возвращении с фронта работал учётчиком тракторной бригады. После окончания войны окончил в 1950 году с отличием Ульяновский автомеханический техникум, затем в 1956 году — Московское высшее техническое училище им. Н. Э. Баумана.
Женат, супруга Вера Ивановна (работала учительницей биологии в средней школе), дочери Тамара и Людмила.
Скончался 30 декабря 2017 года в Йошкар-Оле.

## Трудовая деятельность
В 1950—1959 годах работал на Марийском машиностроительном заводе, руководил лабораторией.
В 1959—1961 годах был инструктором Марийского обкома КПСС.
С 1961 года — заместитель министра местной промышленности Марийской АССР.
С 1963 года — заместитель главного технолога ММЗ.
В 1965—1999 годах бессменно руководил Витаминным заводом (в 1987—1992 годах — производственное объединение «Марбиофарм» Министерства медицинской промышленности СССР, с 1992 года — АО «Марбиофарм»). За время своей работы заметно модернизировал производство, что позволило заводу достичь значительных успехов: «Строительство и развитие цехов, рост объёмов производства, новые виды продукции, выход на мировой рынок, широкое признание достижений завода и его всесоюзная слава — все это происходило и состоялось при Болотнове. По многим параметрам завод был первым, а позднее — единственным в стране: по выпуску субстанций сорбозы, сорбита, аскорбиновой кислоты, липоевой кислоты и липамида».

## Общественная деятельность
Избирался депутатом Йошкар-Олинского городского Совета, был делегатом XXVI съезда КПСС.

## Память
- На здании ОАО «Марбиофарм» (Витаминного завода), расположенном в г. Йошкар-Оле на ул. Карла Маркса, 121, в декабре 2020 года было принято решение установить мемориальную доску многолетнему директору предприятия В. Ф. Болотнову[7][8]. Торжественное открытие памятной доски состоялось 29 апреля 2022 года[9].

## Награды
- Орден «За заслуги перед Отечеством» IV степени (2000)
- Орден Ленина (1981)
- Орден Октябрьской Революции (1986)
- Орден Трудового Красного Знамени (1971)
- Орден Дружбы народов (18 ноября 1992) - за большой личный вклад в увеличение объема производства и освоение новых видов медицинских препаратов[10]
- Орден «Знак Почёта» (1977)
- Орден Отечественной войны I степени (1985)
- Орден Отечественной войны II степени (12.06.1968)[11]
- Нагрудный знак «Изобретатель СССР»
- Золотая медаль ВДНХ
- Серебряная медаль ВДНХ (02.12.1991)
- Бронзовая медаль ВДНХ (15.12.1986)
- Почётная грамота Президиума Верховного Совета Марийской АССР (1974, 1977, 1984)
- Почётная грамота Республики Марий Эл (1999)